# Послання від Черіті
Послання від Черіті (англ. A Message From Charity) — другий сегмент 6-го епізоду 1-го сезону телевізійного серіалу «Зона сутінків», у якому розповідається про дружбу між хлопцем та дівчиною з різних століть, що виникла за досить звичайних обставин.

## Сюжет
Дія відбувається паралельно у 1985 та на початку 1700-х років. Підліток з міста Еністон Пітер Вуд хворіє на жар, в цей же час у XVIII сторіччі таку саму недугу має дівчина на ім'я Черіті Пейн, що мешкає в цьому ж населеному пункті. Під час хвороби вона бачить кадри з майбутнього, які спочатку лякають її. Однак згодом вона одужує після того, як вилікувався її «друг» з далекого майбутнього Пітер Вуд, внаслідок чого між ними починається активний діалог на рівні телепатії. Хлопець розповідає Черіті про той час, в якому він живе, натомість вона із задоволенням та певною недовірою слухає його розповіді, сприймаючи деякі речі як щось неможливе. Особливість їхнього діалогу полягає в тому, що віднині дівчина не тільки чує голос Пітера, вона також може бачити те, що бачить він, та навіть відчувати смак їжі, яку він споживає, а ще — читати книжки його очима, при цьому продовжуючи знаходитися в своєму часі. Своїми враженнями вона ділиться зі своєю подругою Урсулою Міллер, яка приходить до помешкання Черіті, щоб брати воду з її криниці, оскільки у всіх інших криницях вода за невизначених обставин стала зіпсованою. Після цього у дівчини починаються певні проблеми — її починають підозрювати в тому, що вона відьма.
Одного разу до будинку Черіті Пейн приходить місцевий суддя Джонас Гекер, повідомляє, що в одного з фермерів народилося ягня з серйозними патологіями, та, базуючись на чутках, підозрює дівчину у відьмацтві та в тому, що вона причетна до цього інциденту. Суддя вимагає розмови особисто з Черіті, однак її батько чинить йому невдалий опір. В результаті Гекер, залишившись з дівчиною на самоті, вимагає огляду її тіла на предмет наявності «відмітин диявола». Черіті Пейн спочатку відмовляється, а потім взагалі тікає від судді, який після цього погрожує їй смертною карою через спалення на вогнищі. Дівчина просить свого «друга» Пітера про допомогу, після чого він внаслідок тривалих пошуків знаходить в одній з книжок ключову інформацію про Джонаса Гекера. Дані про нього стали в пригоді дівчині під час суду, в результаті якого з неї було знято всі обвинувачення, бо свідчення, які вона давала, були визнані такими, що відповідають дійсності. Таким чином, Черіті вдалося уникнути жахливої кари за події, до яких вона насправді не мала ніякого відношення.
Наприкінці епізоду дівчина висловлює вдячність Пітерові за допомогу, однак стверджує, що не може більше з ним спілкуватися через думки, а також наголошує, що кожен з них має залишитися в своєму часі. Після цього вона спочатку зникає, а потім знову з'являється, щоб сказати йому про послання, яке вона залишила на Ведмежому камені, що біля річки Хармон. Пітер чимдуж біжить туди та, діставшись потрібного місця й оглянувши камінь, бачить вигравіруване на ньому велике серце, всередині якого позначено латинські літери «PW+CP», які означають їхні ініціали — «Пітер Вуд» та «Черіті Пейн».

## Заключна оповідь
«Він напружував свій розум, намагаючись знайти хоч найменший її слід, але знаходив лише тишу. Пітер Вуд залишився сам. Сьогодні струмок Хармон сильно змінився: його вода вже не така чиста, його узбережжя заповнене будинками й торговельними центрами, але Ведмежий камінь все ще там. Як і послання — послання від дівчини, якої вже давно нема, але в той же час яка ніколи не залишала одне серце та розум. Останнє нагадування про дружбу та перше кохання — кохання, яке буде жити завжди й тільки в зоні сутінків».

## Цікаві факти
- Епізод не має оповіді на початку.
- Епізод базується на однойменній історії Вільяма М. Лі, яка була надрукована в журналі «The Magazine of Fantasy and Science Fiction» у листопаді 1967.
- У сценарії до епізоду було змінено вік Черіті Пейн — в оригінальній історії їй було всього лише одинадцять років, тоді як в епізоді їй було вже шістнадцять.
- В епізоді показано, що Пітера Вуда лікар оглядає вдома, хоча у 1980-х практика виїзду лікарів додому до пацієнтів застосовувалася рідко.

## Ролі виконують
- Керрі Ноонен — Черіті Пейн
- Дункан МакНіл — Пітер Вуд
- Джеральд Гайкен — суддя Джонас Гекер
- Джеймс Кромвел — Обедіа Пейн
- Ванесса Браун — тітка Бела
- Майкл Фокс — Том Картер
- Дженніфер Парсонс — Урсула Міллер
- Джек Велс — доктор Максвел
- Філ Проктор — містер Вуд
- Барбара Ліндсей — місіс Вуд

## Реліз
Прем'єрний показ епізоду відбувся у Великій Британії 1 листопада 1985.